# 747 Вінчестер
747 Вінчестер (747 Winchester) — астероїд головного поясу, відкритий 7 березня 1913 року.
Тіссеранів параметр щодо Юпітера — 3,091.
За назвою міста у графстві Мідлсекс, штат Массачусетс, США.